# Casa de la Misericòrdia (Vic)
La Casa de la Misericòrdia és una obra de Vic (Osona) protegida com a Bé Cultural d'Interès Local.

## Descripció
El conjunt d'edificis originari fou enderrocat l'any 1992 per tal d'eixamplar el carrer Misericòrdia. Només s'ha conservat la part de la façana del carrer Sant Pau.
L'any 2000 es va construir un nou edifici d'habitatges en l'emplaçament de l'antic edifici, dins del qual es va reconstruir el claustre.